# 中江文廟
中江文廟位於四川省德陽市中江縣，文物遺址年代判定為明至清。2012年7月16日公佈為第八批四川省文物保護單位。
中江文廟位於四川省德陽市中江縣凱江鎮下南街37號，始建於晉代，重建於南宋嘉定十三年（1220），再建於明洪武年間，清康熙、道光年間大修。文廟坐北向南，呈復合四合院佈局，現存明清建築14座，規模宏大，占地面積6196平方公尺，建築面積1600平方公尺。中軸線上由南向北依次為萬仞宮牆、欞星門、泮池、戟門、天池、拜台、大成殿，兩側為道貫古今、德配天地門樓、左右碑亭、鄉賢祠、名宦祠、東西廡、禮樂亭等建築。中江文廟選址考究，佈局嚴整、主從分明，嚴謹有序，是四川地區現存規模較大的文廟之一，具有較高的歷史、藝術、科學價值。1991年，中江文廟被德陽市人民政府公佈為市級文物保護單位。